# Haplochrois albanica
Haplochrois albanica ist ein Schmetterling (Nachtfalter) aus der Familie der Grasminiermotten (Elachistidae).

## Merkmale
Die Falter erreichen eine Flügelspannweite von 11 bis 12 Millimeter. Der Kopf ist ockerfarben, die Fühler sind weißlich und braun geringelt. Thorax und Tegulae sind ockerfarben und vorn bräunlich durchmischt. Die Vorderflügel glänzen ockerbraun und sind stark mit braunen Schuppen gesprenkelt, die an der Spitze grau sind. Die Beschuppung ist am Apex dichter. Die Fransenschuppen sind graubraun, die Hinterflügel glänzen graubraun. 
Bei den Männchen sind der Gnathos und die distalen knaufförmigen Enden ziemlich groß und etwa halb so lang wie das Tegumen. Die Valven sind rechteckig und haben abgerundete Ränder. Die Anellus-Lappen sind ventral verbunden, schildförmig und mit zwei kleinen Flecken kurzer und stumpfer Dorne versehen. Der Saccus ist schlank und verjüngt sich in der Mitte. Er ist etwa so lang wie das Tegumen. Der Aedeagus ist gerade und hat eine lange und leicht gebogene fingerförmige apikale Protrusion.
Bei den Weibchen sind die Apophysen sehr kurz, kräftig und gebogen. Die Genitalplatte hat einen schmalen, nahezu halbrunden Rand. Der Ductus bursae bildet zwei Schlingen, bevor er in das Corpus bursae mündet. Das Corpus bursae ist leicht gestreckt. Das Signum ist oben und unten unregelmäßig punktiert. Es hat einige Protrusionen und ist mit Stacheln versehen.

### Ähnliche Arten
Haplochrois albanica ähnelt Haplochrois gelechiella unterscheidet sich aber durch die ockerbraunen Vorderflügel und die dunkleren Hinterflügel.

## Verbreitung
Haplochrois albanica ist in Südeuropa verbreitet und wurde in den letzten Jahrzehnten auch lokal in Mitteleuropa gefunden.

## Biologie
Über die Biologie der Art ist bisher nichts bekannt. Die bekannten Exemplare wurden von Juni bis August gesammelt.

## Systematik
Aus der Literatur sind folgende Synonyme bekannt:
- Tetanocentria albanica Rebel & Zerny, [1932]